# 中行姓
中行姓，為漢字複姓。中行姓最早可以追溯到春秋時期晉國國卿——中行氏，距今已有二千多年歷史，今天此姓已不多見。

## 參閱
- 中行氏
- 中行說

## 外部連結
[在维基数据编辑]
 《欽定古今圖書集成·明倫彙編·氏族典·中行姓部》，出自陈梦雷《古今圖書集成》